# Santa Rita de Ibitipoca
Santa Rita de Ibitipoca é um município do estado de Minas Gerais, no Brasil. Sua população em 2022 era de 3 301 habitantes e sua densidade demográfica era de 10,18 habitantes por quilômetro quadrado.

## Topônimo
"Ibitipoca" é um termo de origem tupi que significa "montanha estourada", "serra fendida", através da junção dos termos ybytyra ("montanha") e pok ("estourar").
A denominação Ibitipoca, segundo estudiosos, é nome tupi e pode ser interpretado em três versões: "serra que estoura", "casa na serra", “serra fendida", que fazem alusão a raios e trovões na serra de Ibitipoca (MG).

## Geografia
Conforme a classificação geográfica mais moderna (2017) do IBGE, Santa Rita de Ibitipoca é um município da Região Geográfica Imediata de Barbacena, na Região Geográfica Intermediária de Barbacena.

## História
Santa Rita de Ibitipoca - município criado pela lei nº 2.764, de 30 de dezembro de 1962, desmembrado do de Bias Fortes, fica na Zona da Mata e consta de dois distritos: Bom Jesus do Vermelho e Paraíso Garcia. 
Na primeira metade do séc. XVIII, com a abertura do Caminho Novo, ligando a província de Minas Gerais ao Rio de Janeiro, toda a região passou a ser mais movimentada. Pousos e povoados foram surgindo. 
Dos primeiros moradores o povoadores, temos notícias de João Esteves e Felipe Dutra, que obtiveram sesmarias a 8 de junho de 1744, assinadas por Gomes Freire de Andrada. Ao requererem a sesmaria, alegaram ser moradores "em Santa Rita, distrito de Botipoca, freguesia da Borda do Campo, comarca do Rio das Mortes".
O arraial que se formou em redor da capela de Santa Rita de Cássia, no município de Barbacena, foi elevado a freguesia em 21 de outubro de 1826.
Em 17 de dezembro de 1938, ao ser criado o município de Bias Fortes, passou a integrar o novo município, quando teve sua denominação mudada para Ibitipoca. Em 1962, foi o distrito elevado a município, com o nome de Santa Rita do Ibitipoca.
Foi a paróquia suprimida pela lei nº 52, de 9 de abril de 1836; e restaurada pela lei nº 138, de 3 de abril de 1839. Em 1831, segundo o senso organizado pelo juiz de paz do distrito, havia 649 livres, 610 cativos, num total de 1259 moradores. O nome Santa Rita é devido a imagem da santa que veio junto aos imigrantes italianos e  fixaram residência, trazendo a devoção à santa das causas impossíveis.
A bandeira do município foi idealizada por Jaime Chagas, Lourdes Marília Guilarducci Chagas e Luíza Adélia Bertolla.

## Rodovias
Santa Rita está situada próxima a Serra de Ibitipoca e a Água Santa – locais de belíssimos atrativos turísticos naturais. Está a 241 km de distância da capital mineira, Belo Horizonte.
- MG-135
- MG-338